# USS Bunker Hill (CG-52)
USS Bunker Hill (CG-52) je šesta raketna krstarica klase Ticonderoga u službi američke ratne mornarice te treći brod koji nosi to ime.

Prva je krstarica svoje klase na koju su ugrađeni vertikalni Mark-41 lanseri.

## Vanjske poveznice
- navsource.org  Arhivirana inačica izvorne stranice od 20. kolovoza 2013. (Wayback Machine)